# Серёжчатая абурри
Серёжчатая абурри (лат. Aburria aburri) — вид птиц из семейства Cracidae. Довольно крупная в основном чёрная птица. Имеет синий клюв и телесного цвета ноги. Эндемик подножия Анд. Живут на высотах от 500 до 2500 м. Естественной средой обитания являются субтропические и тропические леса. Обитает в Колумбии, Перу, Эквадоре и Венесуэле. Как и в случаях со многими другими тропическими птицами, представителей вида чаще слышат, нежели видят.